# Aryan Nations
Aryan Nations (AN) (pol. Narody Aryjskie) – neonazistowska organizacja stworzona w latach 70. XX wieku przez Richarda Butlera na terenie USA jako odnoga Kościoła Jezusa Chrystusa-Chrześcijanina. Aryan Nations zostało uznane za „zagrożenie terrorystyczne“ przez FBI, RAND Corporation klasyfikuje organizację jako „pierwszą prawdziwą ogólnokrajową siatkę terrorystyczną”.